# Червневі Боотиди
Червневі Боотиди (англ. June Boötids) — метеорний дощ, пов'язаний з кометою 7P/Понса-Віннеке.

## Загальний опис
У червні Земля перетинає потік частинок, залишених кометою 7P/Понса-Віннеке, діаметр якої становить близько 5 км. Саме це явище отримало назву Червневі Боотиди, оскільки точка, з якої, здається, вилітають метеори (радіант), розташована в сузір’ї Волопаса (Bootes).
Метеорний потік Червневі Боотиди активний в період з 22 червня по 2 липня щорічно, а максимум активності припадає орієнтовно на 27 червня. Як правило, спостерігачі не беруть до уваги цей потік, оскільки його активність зазвичай дуже низька (один або два метеори на годину). Однак, потік класифікується як змінний "Клас III" і може бути не дуже активним, спостереження будуть найкращими з місць з мінімальним світловим забрудненням. Він також відомий рідкісними довгими і раптовими спалахами активності і інтенсивністю до 100 яскравих метеорів на годину. Останній сильний сплеск активності червневих Боотид стався в 1998 році.

## Історія досліджень
Спалахи потоку Червневі Боотиди фіксувались у 1860, 1916, 1921, 1927 та 1998 роках. Так, у 1927 році дослідник Сітінський (Ташкент), нарахував 1213 метеорів цього потоку. Спалах у 1998 році, одними з перших, випадково зафіксували українські аматори астрономії - Олександр Наумов та Борис Скоритченко (Астрономічна станція Пилиповичі). На жаль, вони вчасно не повідомили про цей спалах Центральне Бюро Астрономічних Телеграм (CBAT) і втратили першість, як відкривачі. Тому, вся слава першовідкривачів прийшлася, в черговий раз, японцям. В тому ж році, відомі спеціалісти в метеорній астрономії D.J. Asher and V.V. Emel'yanenko (MNRAS 331, 1998, 126) обчислили, що максимум потоку, внаслідок гравітаційного впливу Юпітера, знову може повторюватися в наступних роках.